# Next to You (canción de Chris Brown)
«Next to You» es una canción del cantante estadounidense Chris Brown con la colaboración del cantante canadiense Justin Bieber, incluida en su cuarto álbum de estudio F.A.M.E. y fue lanzado como el octavo sencillo del álbum en descarga digital el 24 de junio de 2011.
Musicalmente, "Next to You" es un tema de pop y R&B, con letras relacionadas con el amor entre dos personas, y cómo su profundo sentimiento les ayuda a superar las dificultades. Después del lanzamiento del álbum, la canción apareció en las listas de música de los Estados Unidos, Canadá y el Reino Unido.

## Listado de canciones
- Descarga digital[1]

1. "Next 2 You" featuring Justin Bieber – 4:25

- Descarga digital/radio edit

1. "Next 2 You" featuring Justin Bieber (Radio edit) – 3:31
2. "Next 2 You" (Radio edit) – 3:30

## Posicionamiento en listas
| Listas (2011)                               | Máxima posición |
| ------------------------------------------- | --------------- |
| Alemania (Offizielle Deutsche Charts)       | 28              |
| Australia (ARIA)                            | 22              |
| Australia Urban (ARIA)                      | 9               |
| Austria (Ö3 Austria Top 40)                 | 20              |
| Bélgica (Flandes) (Ultratip Bubbling Under) | 10              |
| Bélgica (Valonia) (Ultratip Bubbling Under) | 7               |
| Canadá (Canadian Hot 100)                   | 36              |
| Corea del Sur (GAON)                        | 95              |
| Escocia (Scottish Singles Sales Chart)      | 12              |
| Eslovaquia (Rádio Top 100)                  | 37              |
| Estados Unidos (Billboard Hot 100)          | 26              |
| Irlanda (IRMA)                              | 21              |
| Nueva Zelanda (Recorded Music NZ)           | 11              |
| Reino Unido (UK Singles Chart)              | 14              |
| Suiza (Schweizer Hitparade)                 | 74              |